# 兹瓦尔姆
兹瓦尔姆（荷蘭語：Zwalm，荷蘭語發音：[ˈzʋɑlm] ⓘ，法語發音：[zwalɛ̃]）是比利时弗拉芒大區东佛兰德省奧德納爾德區的一个市镇，通行荷蘭語，是弗拉芒社群的一部分，面积33.88平方千米，人口8,134人（2018年1月1日）。